# Valentin Kruglyakov
Valentin Kruglyakov (né le 28 août 1985) est un athlète russe, spécialiste du 400 m.

## Biographie
Son meilleur résultat sur 400 m est de 45 s 94 à Shenzhen le 18 août 2011. Il remporte le relais 4 × 400 m lors des Championnats d'Europe par équipes de Bergen et a terminé 3e lors de ces précédents championnats.
Il a terminé 4e des Championnats du monde juniors à Grosseto le 15 juillet 2004 en 46 s 40.
En février 2013, il est contrôlé positif à un stéroïde anabolisant et est finalement suspendu pour quatre ans.
En 2013, il raconte à des journalistes que s'il avait payé $1,500 à des fonctionnaires, ils lui auraient assuré un test antidopage négatif,.

## Palmarès
| Date | Compétition                       | Lieu     | Résultat | Épreuve   | Temps         |
| ---- | --------------------------------- | -------- | -------- | --------- | ------------- |
| 2004 | Championnats du monde juniors     | Grosseto | 4e       | 400 m     | 46 s 40       |
| 2007 | Universiade                       | Bangkok  | 3e       | 4 × 400 m | 3 min 05 s 04 |
| 2009 | Championnats d'Europe par équipes | Leiria   | 3e       | 4 × 400 m | 3 min 02 s 42 |
| 2010 | Championnats d'Europe par équipes | Bergen   | 1er      | 4 × 400 m | 3 min 01 s 72 |
| 2011 | Universiade                       | Shenzhen | 4e       | 400 m     | 45 s 94       |
| 2011 | Universiade                       | Shenzhen | 1er      | 4 × 400 m | 3 min 04 s 51 |
| 2012 | Championnats du monde en salle    | Istanbul | 4e       | 4 × 400 m | 3 min 07 s 35 |

### Records
| Épreuve               | Performance | Lieu        | Date            |
| --------------------- | ----------- | ----------- | --------------- |
| 400 mètres            | 45 s 85     | Tcheboksary | 5 juillet 2012  |
| 400 mètres (en salle) | 46 s 82     | Moscou      | 23 février 2012 |